# Şirinköy, Canik
Şirinköy là một xã thuộc quận Canik, tỉnh Samsun, Thổ Nhĩ Kỳ. Dân số thời điểm năm 2010 là 280 người.